# ピンキー・シルバーバーグ
ピンキー・シルバーバーグ（Pinky Silverberg、1904年4月5日 - 1964年1月16日）は、アメリカ合衆国の男性プロボクサー。本名はピンカス・シルバーバーグ（Pincus Silverberg）。ニューヨーク州ニューヨーク市出身。元NBA世界フライ級王者。

## 来歴
- 1920年9月20日にプロデビューするも、ポイント判定による引き分けという結果に終わった。相手のYoung Pastoriaもデビュー戦であったがこの試合でボクシングを引退した。
- 1921年2月24日の2試合目はKO勝利で飾るも3戦目は判定で敗北。その後7試合行うも全て判定で2勝5分と平凡な成績しか残せなかった。
- 1923年3月26日の11戦目は2回目のKO勝利。続く試合も判定勝利するも、4日後の試合は判定負けを喫した。
- 1923年5月25日の14戦目から12月13日までの1923年の7試合も判定での3勝3分1NCという結果に終わった。
- 1924年2月19日の21戦目にニューヨーク・タイムズのボストングラブ賞に挑んだが12ラウンドフルに戦った末判定負けを喫し最初の大きなチャンスを逃した。しかしその後は5連勝という快進撃で5連勝の5戦目はコネチカット州のフライ級選手権にも勝利した。しかし次の1926年1月7日の試合でルビー・ブラッドリーと対戦。相手の裏をかいて試合を進めるも、判定負けとなった。観客から見ればどちらが有利に戦っていたかが一目瞭然の試合であった。次の1926年4月5日のWillie LaMorteに生涯最初で最後のKO負けを喫した。続く1926年の5試合は全て判定により4勝1敗でこの年を終えた。
- 1927年1月19日、サム・ラングフォードの寄付金（募金）のための試合でしたが、対戦相手のブラック・ビルには判定負け。その後敗戦は無く引き分けはあるものの、この年は順調に試合をこなした。
- 世界フライ級王者のフィデル・ラバルバが王座を返上したため、1927年10月22日にルビー・ブラッドリーと空位のNBA王座決定戦を行った。7回失格勝ちでシルバーバーグがNBA王座を獲得した。
- 1927年12月4日にルビー・ブラッドリーとノンタイトルでの再戦を行ったが判定負けを喫した。その2日後、NBAはフライ級選手権を開催することを決定し、シルバーバーグの王座は剥奪された。
- 王座剥奪から約10年勝ち負けを繰り返しながら40戦以上戦ったが二度とビッグチャンスは巡ってこなかった。
- 1937年3月4日の試合を判定勝ちをすると、この試合を最後に引退した。
- 1964年1月16日、59歳で死亡。

## 戦績
- プロボクシング：85戦36勝（5KO）33敗(1KO) 15分

## 獲得タイトル
- NBA世界フライ級王座（防衛0）